# Kialonda Gaspar
Kialonda Gaspar, né le 27 septembre 1997 à Dundo en Angola, est un footballeur international angolais qui évolue au poste de défenseur central à l'US Lecce.

## Biographie

### En club
Né à Dundo en Angola, Kialonda Gaspar commence le football dans le club local du Sagrada Esperança.
Après quatre ans passés au Kialonda Gaspar quitte le Sagrada Esperança à l'été 2022, rejoignant le Portugal, pour sa première expérience en Europe, en signant en faveur du Estrela da Amadora.
Il joue son premier match sous ses nouvelles couleurs le 7 août 2022, lors de la première journée de la saison 2022-2023 de deuxième division portugaise face au CD Feirense. Il entre en jeu et les deux équipes se neutralisent (1-1 score final).
Le 12 juillet 2024, Kialonda Gaspar prend la direction de l'Italie afin de s'engager en faveur de l'US Lecce. Il signe un contrat de quatre ans, soit jusqu'en juin 2027.

### En sélection
Kialonda Gaspar honore sa première sélection avec l'équipe nationale d'Angola le 14 novembre 2020, lors d'une rencontre face à la république démocratique du Congo. Il est titularisé et les deux équipes se neutralisent ce jour-là (0-0 score final).